# Etzelsreith
Etzelsreith ist eine Ortschaft und eine Katastralgemeinde der Gemeinde Pernegg im Bezirk Horn in Niederösterreich.

## Geografie
Durch das westlich von Pernegg liegende Dorf führt die Landesstraße L42.

## Siedlungsentwicklung
Zum Jahreswechsel 1979/1980 befanden sich in der Katastralgemeinde Etzelsreith insgesamt 25 Bauflächen mit 10.990 m² und 25 Gärten auf 26.680 m², 1989/1990 gab es 26 Bauflächen. 1999/2000 war die Zahl der Bauflächen auf 26 angewachsen und 2009/2010 bestanden 34 Gebäude auf 72 Bauflächen.

## Geschichte
Laut Adressbuch von Österreich waren im Jahr 1938 in der Ortsgemeinde Etzelsreith ein Gastwirt, ein Gemischtwarenhändler, ein Maurermeister und mehrere Landwirte ansässig.

## Bodennutzung
Die Katastralgemeinde ist landwirtschaftlich geprägt. 126 Hektar wurden zum Jahreswechsel 1979/1980 landwirtschaftlich genutzt und 111 Hektar waren forstwirtschaftlich geführte Waldflächen. 1999/2000 wurde auf 124 Hektar Landwirtschaft betrieben und 111 Hektar waren als forstwirtschaftlich genutzte Flächen ausgewiesen. Ende 2018 waren 119 Hektar als landwirtschaftliche Flächen genutzt und Forstwirtschaft wurde auf 111 Hektar betrieben. Die durchschnittliche Bodenklimazahl von Etzelsreith beträgt 25,1 (Stand 2010).